# CPR-Nummer
Die CPR-Nummer ist ein wesentlicher Bestandteil der Verwaltung in Dänemark. Sie ist im Det Centrale Personregister hinterlegt. Die Nummer dient zur Identifizierung jeder in Dänemark lebenden oder steuerpflichtigen Person. Die konsequente Nutzung der CPR-Nummer in allen Verwaltungsbereichen (z. B. im Steuer-, Gesundheits-, Justiz-, Sozial- und Bürgersystem) hat Anfang des Jahrtausends gemeinsam mit der Nutzung der MitID (und ihrer Vorgängerin NemID) zu einer vollständigen Digitalisierung der dänischen Verwaltung geführt und, anders als etwa in Deutschland, den Briefverkehr sowie Behördengänge praktisch abgeschafft. Wegen der hohen Bedeutung im Alltag kennen die meisten in Dänemark Lebenden ihre CPR-Nummer genauso auswendig wie ihre Telefonnummer. Die CPR-Nummer ist auf der Sundhedskort, dem Pendant zur Elektronischen Gesundheitskarte, aufgedruckt.

## Geschichte
Das Konzept der CPR-Nummer entstand aus dem Bedürfnis zur Schaffung einer zentralen, effizienten und einheitlichen Registrierung der Bevölkerung. Die historischen Wurzeln reichen bis ins 17. Jahrhundert zurück, als in Dänemark erstmals Listen über steuerpflichtige Bürger geführt wurden. Ab 1769 begannen die ersten Volkszählungen. Im 19. Jahrhundert übernahmen in Kopenhagen Polizeistationen die Verantwortung für die Registrierung der Bevölkerung, indem Vermieter zweimal jährlich Meldungen über ihre Mieter abgaben. Im Jahr 1924 wurde die Pflicht jeder Gemeinde zur Führung eines Bevölkerungsregisters gesetzlich festgelegt, wobei Kopenhagen bereits ein Jahr zuvor ein solches Register eingerichtet hatte. Im Jahr 1968 wurde die CPR-Nummer offiziell eingeführt.

## Aufbau der CPR-Nummer
Die CPR-Nummer besteht aus zehn Ziffern: Die ersten sechs Ziffern geben das Geburtsdatum der Person an, gefolgt von einer vierstelligen laufenden Nummer. Für eine am 31. Dezember 1979 geborene Person beginnt die CPR-Nummer z. B. mit 311279, gefolgt von den vier weiteren Stellen. Aus der Kombination der siebten bis zehnten Ziffer lässt sich ein Rückschluss auf das Geburtsjahrhundert ableiten (z. B. zur Unterscheidung von Personen mit den Geburtsjahren 1925 und 2025). Die letzte Ziffer ist bei Frauen stets gerade, bei Männern ungerade, wobei es Diskussionen gibt, die Kodierung der Geschlechtszugehörigkeit in der CPR-Nummer abzuschaffen. Bis zum 1. Oktober 2007 enthielten alle CPR-Nummern eine sogenannte Modulo-11-Prüfziffer. Die CPR-Nummer kann mit (z. B. 311279-1234) oder ohne Bindestrich (z. B. 3112791234) geschrieben werden.

## Anwendung
Die Vergabe einer CPR-Nummer ist in der CPR-Gesetzgebung geregelt. Eine CPR-Nummer wird Personen zugeteilt, die in Dänemark wohnhaft sind oder dortige kommunale Dienstleistungen in Anspruch nehmen. Dies umfasst auch Neugeborene, die in Dänemark von einer bereits registrierten Mutter geboren werden. Unter bestimmten Umständen können auch administrative CPR-Nummern für spezifische Zwecke, wie Steuerzahlungen oder kirchliche Registrierungen, vergeben werden. In bestimmten Fällen, etwa einer juristischen Änderung der Geschlechtszugehörigkeit, kann die CPR-Nummer geändert werden.

## Datenschutz
Die Verwendung der CPR-Nummer unterliegt sehr strengen Datenschutzregelungen. Sie darf etwa nicht willkürlich abgefragt werden. Die Herausgabe des CPR-Nummers ist in bestimmten Fällen erforderlich, beispielsweise im Gesundheitssystem, bei der Aufnahme einer Beschäftigung, bei Bankgeschäften oder bei der Anmeldung für bestimmte Dienste wie die Rejsekort. Die Nutzung der CPR-Nummer im Internet oder ihre Weitergabe an unbekannte Parteien wird zur Vermeidung von Missbrauch jedoch nicht empfohlen.

## Digitalisierung
Mit der fortschreitenden Digitalisierung in Dänemark wurde die CPR-Nummer zu einem zentralen Element in der öffentlichen und privaten Verwaltung in Dänemark. Sie ermöglicht den effizienten Austausch von Informationen zwischen verschiedenen Behörden und Institutionen. Seit den 1980er-Jahren wurde das Det Centrale Personregister zunehmend elektronisiert, was zur Abschaffung papierbasierter Prozesse und zur Vereinfachung der Verwaltung führte.